# Heinz Hermann
Heinz Hermann, född 28 mars 1958 i Zürich, är en schweizisk fotbollstränare och före detta spelare. Han är Schweiziska landslagets meste landslagsman med 117 landskamper. Hermann startade sin karriär i Grasshopper där han var med om att vinna ligan fyra gånger. Han vann även ligan med Neuchâtel Xamax två gånger. Övriga klubbar som Hermann har representerat är Servette och FC Aarau.
Heinz Hermann blev även utsedd till Schweiz bästa fotbollsspelare fem år i rad mellan 1984 och 1988.

## Meriter
Grasshopper
- Schweiziska ligan: 1978, 1982, 1983, 1985
- Schweiziska cupen: 1983

Neuchâtel Xamax
- Schweiziska ligan: 1987, 1988

Individuellt
- Årets spelare i Schweiz: 1984, 1985, 1986, 1987, 1988